# Лопатева черепаха Обрі
Лопатева черепаха Обрі (Cycloderma aubryi) — вид черепах з роду Західноафриканські лопатеві черепахи родини Трикігтеві черепахи. Інша назва «червонноспинна лопатева черепаха».

## Опис
Загальна довжина карапаксу досягає 55 см. За будовою панцира схожа на інших представників свого роду.
З боків голови присутні по 1 темній поздовжній смузі, що йдуть від кінчика носа до шиї. На самій голові зверху є 1 коротка центральна і по краях ще 2 коротких смужки. Підборіддя й горло жовтого кольору з коричневими цятками, кінцівки коричневі. Карапакс має червоно-коричневе забарвлення з темними смужками або 1 центральній темною смугою. На жовтуватому пластроні з віком з'являються коричневі розводи.

## Спосіб життя
Полюбляє різного роду водойми у дощових лісах. Під час сухого сезону занурюється у бруд й стає пасивною на весь час посухи. Харчується головним чином рибою, зрідка земноводними.
Самиця відкладає до 12 яєць. Новонароджені черепашенята з'являються 55 мм завдовжки. Карапакс у них помаранчевий з подеякими чорними плямами й вузькою коричневою смугою. Пластрон жовтого кольору з великим V-подібним коричневим малюнком.

## Розповсюдження
Мешкає у західній Африці: Демократична Республіка Конго, анклав Кабінда (Ангола), Габон, Центральноафриканська Республіка, Камерун, Чад.